# Ryszard Prostak
Ryszard Marian Prostak (Breslavia, 15 agosto 1957) è un ex cestista polacco.

## Carriera
Con la Polonia ha disputato i Giochi olimpici di Mosca 1980 e quattro edizioni dei Campionati europei (1979, 1981, 1983, 1987).

## Palmarès
- Campionato polacco: 5

Śląsk Breslavia: 1976-77, 1978-79, 1979-80, 1980-81, 1986-87
- Coppa di Polonia: 4

Śląsk Breslavia: 1977, 1980, 1989, 1990